# Politikåret 1985

## Händelser

### Januari
- 7 januari – Finlands president Mauno Koivisto inleder ett officiellt besök i Sverige, och träffar svenske statsministern Olof Palme.[1]
- 8 januari – Ett gemensamt amerikanskt-sovjetiskt uttalande, om att återuppta förhandlingarna inom en nära framtid, antas i Genève av de amerikanska respektive sovjetiska utrikesministrarna George Shultz och Andrej Gromyko.[1]
- 10 januari – Daniel Ortega tillträder som president i Nicaragua.[1]
- 20 januari – Ronald Reagan svär den amerikanska presidenteden för andra gången.[1]
- 21 januari – Stockholms kommunfullmäktige beslutar att kommunen återigen, eftrer 14 år, skall kallas "Stockholms stad". Dock får det inte förekomma i juridiska sammanhang.[1]
- 27 januari – Romersk-katolska kyrkans påve Johannes Paulus II inleder en 12 dagars rundresa i Latinamerika.[1]
- 28 januari - Sex stats- och regeringschefer vädjar vid ett möte i New Delhi till kärnvapenmakterna att avbryta militariseringen av rymden. Ledarna är från Sverige, Indien, Mexiko, Tanzania, Argentina och Grekland.[1]
- 29 januari – Femte sessionen för Stockholmskonferensen om förtroende- och säkerhetsskapande åtgärder och nedrustning i Europa avslutas, utan några konkreta överenskommelser.[1]
- 30 januari – Vid en middag med journalister ifrågasätter Sveriges utrikesminister Lennart Bodström att Sovjetunionen verkligen är skyldig till ubåtskränkningarna.

### Februari
- 1 februari – Grönland lämnar EG.
- 3 februari – KDS noteras vid SIFO-mätning över svenska riksdagsspärren på 4 %.[1]
- 5 februari – Gränsen mellan Spanien och den brittiska besittningen Gibraltar öppnas återigen efter nästan 16 år.[1]
- 6 februari – Österrikes förbundskansler Fred Sinowatz inleder ett två dagars besök i Sverige, och träffar svenske statsministern Olof Palme för att diskutera den internationella situationen.[1]
- 8 februari – De borligerliga partierna i Sverige ställer misstroendeförklaring mot regeringen Palme på grund av Bodströms uttalande. Lennart Bodström vinner dock förtroendet med röstsiffrorna 182-160.[1]
- 12 februari – Zambias president Kenneth Kaunda inleder ett två dagars statsbesök i Sverige.[1]
- 20 februari – Margaret Thatcher talar, som första brittiske premiärminister på 33 år, i USA:s kongress.[1]
- 22 februari
  - USA:s president Ronald Reagan kritiserar Sandinisterna för att ha infört totalitärt styre i Nicaragua.[1]
  - Argentinas tidigare president Isabel Peron meddelar från exilen i Spanien att hon lämnar politiken.[1]
- 25 februari – I Oslo inleds rättegången mot Arne Treholt, som åtalas för spioneri åt Sovjetunionen och Irak.[1]

### Mars
- 1 mars – Advokaten och journalisten Julio María Sanguinetti tillträder som Uruguays första demokratiskt valde president på 12 år, efter en tid präglad av militärstyre.[1]
- 11 mars – Danske politikern Mogens Glistrup friges ur fängelset, där han suttit inne för skattefusk, frigiven efter halva strafftiden även om bötesbeloppet på en miljon DK står kvar.[1]
- 12 mars – Förhandlingarna i Genève mellan USA och Sovjetunionen återupptas.[1]
- 15 mars
  - José Sarney tillträder som president i Brasilien, då tilltänkte presidenten Tancredo Neves insjuknat och opereras för tarmbesvär.[1]
  - Då amnesti för 48 politiska fångar i Uruguay införs, är Tupamorosledaren Raul Sendic en av dem. Enligt officiella uppgifter finns inga fler politiska fångar i Uruguay.[1]
- 21 mars – 19 personer dödas då sydafrikansk polis öppnar eld mot en folkmassa i Uitenhage, i samband med 25-årsminnet av Sharpevillemassakern 1960.[1]
- 22 mars – Femte sessionen för Stockholmskonferensen om förtroende- och säkerhetsskapande åtgärder och nedrustning i Europa avslutas, och de 35 deltagande länderna enas om att arbetet varit framgångsrikt.[1]
- 23 mars – Cirka 4 000 personer i Stockholm demonostrerar mot Sovjetunionens militära närvaro i Afghanistan, under parollen "Sovjet ut ur Afghanistan".[1]
- 27 mars – Sveriges riksdag har utrikespolitisk debatt.[1]
- 29 mars – Chris Sartzetakis blir ny president i Grekland.[1]
- 30 mars – På EG-toppmötet i Bryssel beslutas att Portugal och Spanien skall få gå med i EG den 1 januari 1986.[1]

### April
- 2 april – Björn Gillberg lämnar KDS avgår.[1]
- 4 april – Frankrikes jordbruksminister Michel Rocard avgår.[1]
- 6 april – Sudans militärdiktatur störtas vid en statskupp och ersätts av en ny diktatur.[1]
- 13 april – Ett par hundra uppretade Växjöbor jagar bort nynazistiska Nordiska rikspartiet med burop, ägg- och potatiskastning.[1]
- 18 april – Valårets första stora debattomgång i Sverige äger rum, med debatter med huvudmotståndare på flera ställen.[1]
- 22 april - Sveriges kungapar inleder ett tre dagar långt statsbesök i Schweiz.[1]
- 23 april - Östtysklands president Erich Honecker inleder ett statsbesök i Italien, och därmed besöker han för första gången ett NATO-land.[1]
- 24 april - USA:s representanthus röstar nej till president Ronald Reagans förslag om amerikanskt bistånd till Contrasgerillan i Nicaragua.[1]

### Maj
- 1 maj
  - USA:s president Ronald Reagan meddelar i samband med sin Europaresa, att han beordrat totalt handelsembargo mot Nicaragua.[1]
  - Första maj i Polen präglas av kravaller mellan polis och demonstranter i bland annat Gdańsk och Warszawa.[1]
  - Sveriges statsminister Olof Palme talar inför 40 000 personer på Norra Bantorget i Stockholm.[1]
- 8 maj – 40-årsminnet av andra världskrigets slut i Europa präglas av öst-västliga motsättningar.[1]
- 9 maj – I Ottawa hålls en konferens om mänskliga rättigheter bland de 35 så kallade ESK-staterna som skrivit på Helsingforsavtalet från 1975. Efter sovjetiska krav hålls mötet bakom lykta dörrar.[1]
- 14 maj
  - Spaniens premiärminister Felipe González talar inför Stockholmskonferensen om förtroende- och säkerhetsskapande åtgärder och nedrustning i Europa, och menar att konferensen mååste reformeras, och att alla måste få veta mer om världsläget.[1]
  - I Wien möts de amerikanska respektive sovjetiska utrikesministrarna George Shultz och Andrej Gromyko till 30-årsminne av det österrikiska statsfördraget.[1]
- 17 maj – Nicaraguas president Daniel Ortega besöker Sverige under sin europeiska rundresa.[1]
- 21 maj – Romersk-katolska kyrkans påve Johannes Paulus II avslutar en 10 dagars rundresa i Benelux.[1]
- 23 maj – Över 20 000 bönder demonstrerar mot den svenska regeringens jordbrukspolitik.[1]
- 24 maj – I Arboga högtidlighålls 550-årsminnet av Sveriges riksdag.[1]
- 25 maj – Polske oppositionsmannen Jacek Kuron friges ur fängelset, sedan en appellationsdomstol i Warszawa fastslagit att det inte finns grund för den tre månader långa domen, han fått för att ha ordnat en olaglig första maj-demonstration.[1]
- 26 maj – Svenske politikern Carl Bildt återvänder till Sverige efter ett flera dagar långt besök i Sovjetunionen.[1]
- 27 maj
  - Storbritannien och Kina undertecknar avtalet om Hongkongs återförening med Kina 1997.
  - Västtyske politikern Willy Brandt träffar sovjetiske kommunistpartiledaren Michail Gorbatjov i Moskva.[1]
- 30 maj - Sveriges riksdag avtackar Ingemund Bengtsson. Andra som slutar efter 1984/1985 års svenska riksdag är Gunnar Sträng och C.-H. Hermansson.[1]

### Juni
- 2 juni
  - Alan García Pérez utses till ny president i Peru.[1]
  - Romersk-katolska kyrkans lära upphör att vara statsreligion i Italien.[1]
  - Vid SIFO-mätningar i Sverige är det socialistiska blocket (49,5 %) större än det borgerliga (48,5 %).[1]
- 4 juni – Japans kronprins Akihito och kronprinsessa Michiko inleder ett tredagarsbesök i Sverige.[1]
- 5 juni – Sveriges riksdag beslutar att göra närradion permanent, efter sex års försökssändningar.[1]
- 6 juni – Sveriges kungapar talar i Eksjö på Sveriges nationaldag, och kungen betonar betydelsen av miljön och det gemensamma historiska arvet.[1]
- 12 juni
  - Spanien och Portugal går med i EG.[1]
  - USA:s representanthus, dominerat av Demokratiska partiet, har svängt i frågan, och röstar ja till president Ronald Reagans förslag om amerikanskt bistånd på 27 miljoner amerikanska dollar till Contrasgerillan i Nicaragua.[1]
- 14 juni – Sveriges statsminister Olof Palme avslutar ett tre dagars besök i Ungern med att lägga blommor vid en minnestavla över Raoul Wallenberg i Budapest.[1]
- 16 juni
  - Konferensen om mänskliga rättigheter i Ottawa avslutas efter drygt fem länder. ESK-staterna kan inte enas om slutdokument, och öst-väst-motsättningarna är stora.[1]
  - Vid en SIFO-mätning i Sverige noteras läget precis jämnt mellan det borgerliga och det socialistiska blocket.[1]
- 17 juni – Belägringstillståndet i Chile, infört i november 1984, och sex förbjudna oppositionstidningar tillåts igen.[1]
- 20 juni – I Oslo döms Arne Treholt till 20 års fängelse för spioneri åt Sovjetunionen och Irak.[1]
- 24 juni – Kristdemokraten Francesco Cossiga utses till ny president i Italien.[1]
- 25 juni – Sveriges statsminister Olof Palme avslutar ett två dagars besök i Algeriet.[1]

### Juli
- 2 juli – Andrej Gromyko utses till Sovjetunionens president.[1]
- 11 juli – Sveriges regering avslår en nådeansökan av Stig Bergling, som sedan 1979 sitter i fängelse på livstid för att ha lämnat ut hemliga uppgifter till Sovjetunionen.[1]
- 18 juli – Sveriges högsta domstol avslår en resningsansökan av Bertil Ströberg, som sedan 1983 avtjänar ett sexårigt fängelsestraff för spioneri.[1]
- 20 juli – Bengt Westerberg inleder Almedalsveckan i Visby.[1]
- 24 juli - Indiens premiärminister Rajiv Gandhi och sikhledaren Harchand Singh Longowal sluter avtal om Punjabkrisen.[1]
- 25 juli – En exilbaltisk tribunal hålls i Köpenhamn.[1]
- 27 juli – Vid en statskupp i Uganda störtas president Milton Obote av general Bazilio Olara-Okello.[1]
- 28 juli – Gösta Bohman inleder 1985 års svenska valrörelse i Marstrand.[1]
- 30 juli – ESK-konferensen inleds i Finlandiahuset i Helsingfors, till 10-årsminne av Helsingforsavtalet från 1975, vilket blir Eduard Sjevardnadzes debut i storinternationella sammanhang som sovjetisk utrikesminister.[1]

### Augusti
- 5 augusti – Victor Paz Estenssoro utses till ny president i Bolivia.[1]
- 12 augusti – Ali Hassan Mwinyi utses till ny president i Tanzania.[1]
- 13 augusti – Frankrike ger Nya Kaledonien "begränsad självständighet".[1]
- 15 augusti – Sydafrikas president Pieter Willem Botha förklarar sig vara beredd till reformer, men att överläggningar först skall ske med den svarta befolkningen.[1]
- 27 augusti
  - Vid en statskupp i Nigeria störtas president Muhammadu Buhari av generalmajor Ibrahim Babangida.[1]
  - 1985 års svenska valrörelse går in i ett avgörande skede, med en TV-debatt mellan Olof Palme och Ulf Adelsohn.[1]
- 28 augusti – Minst 28 personer dödas i Kapstaden då polisen stoppar ett demonstrationståg på väg till Pollsmoorfängelset för att visa sitt stöd för Nelson Mandela.[1]

### September
- 3 september – Drottning Margrethe II av Danmark och prins Henrik inleder ett tre dagars officiellt besök i Sverige.[1]
- 11 september – Undantagstillståndet i Chile förlängs med sex månader.[1]
- 27 september
  - Nikolaj Ryzjkov ersätter Nikolaj Tichonov som Sovjetunionens premiärminister.[1]
  - Sovjetunionens utrikesminister Eduard Sjevardnadze besöker USA, och träffar amerikanske presidenten Ronald Reagan för samtal i Vita huset.[1]

### Oktober
- 1 oktober – Sveriges riksdag inleder riksmötet 1985/1986.[1]
- 4 oktober – Bengt K.Å. Johansson blir Sveriges nya löneminister.[1]
- 5 oktober – Sovjetiske kommunistpartiledaren Michail Gorbatjov inleder ett officiellt fyradagarsbesök i Frankrike.[1]
- 14 oktober – Ingvar Carlsson utnämns till Sveriges miljöminister.[1]
- 15 oktober – Ett årslångt undantagstillstånd införs i Nicaragua.[1]
- 17 oktober – Regeringsombildning av Regeringen Palme II i Sverige.
- 18 oktober – Sjunde sessionen för Stockholmskonferensen om förtroende- och säkerhetsskapande åtgärder och nedrustning i Europa avslutas, och har enligt bedömare varit den ¨dittills mest framgångsrika sessionen.[1]
- 28 oktober – 100-årsminnet av Per Albin Hanssons födelse uppmärksammas.[1]

### November
- 3 november – Folkpartiet noteras för 23,5 % av väljarsympatierna vid en SIFO-mätning i Sverige.[1]
- 5 november – Tanzanias president Julius Nyerere avgår, och ersätts av Ali Hassan Mwinyi efter föregående månads val.[1]
- 7 november – Michail Gorbatjov medverkar för första gången som sovjetisk kommunistpartiledare på minnesdagen av Oktoberrevolutionen.[1]
- 19-20 november - USA:s president Ronald Reagan och Sovjetunionens kommunistpartiledare Michail Gorbatjov möts vid överläggningar i Genève, och antar ett gemensamt slutdokument, sedan man fastslagit att "-Ett kärnvapenkrig kan aldrig vinnas och får aldrig utkämpas".[1]

### December
- 2 december – Jelena Bonner, maka till sovjetiske fysikern Andrej Sacharov, kommer till Italien och undersöks av en ögonspecialist för sin starr, och fortsätter sedan till USA. Resan sker på villkor från sovjetiska myndigheter om att hon inte ger intervjuer, och därmed kan hon inte uttala sig om sin mans situation.[1]
- 4 december - Polens president Wojciech Jaruzelski mellanlandar i Paris efter ett besök i Nordafrika.[1]
- 13 december - Danmarks folketing beslutar att stoppa all dansk handel med Sydafrika, vilket Danmark därmed blir första land att göra.[1]
- 22 december - Cirka 400 studenter i Peking genomför den första kända demonstrationen mot kärnvapenprov i Kina.[1]
- 30 december - Pakistans president Mohammad Zia ul-Haq upphäver krigslagarna och upplöser militärregeringen, åtta och ett halvt år efter hans maktövertagande.[1]

## Val och folkomröstningar
- 15 januari – Tancredo Neves väljs till president i Brasilien.[1]
- 12 februari – Nybildade regimkritiska Det nya Koreas demokratiska parti skördar framgångar vid parlamentsvalet i Sydkorea. President Chun Doo-hwans regerande Demokratiska rättspartiet vinner och får 148 mandat.[1]
- 24 februari – Sovjetunionen går till val.[1]
- 31 mars – El Salvador går till parlamentsval.[1]
- 12 maj – SPD vinner delstatsvalet i Nordrhein-Westfalen.[1]
- 2 juni – PASOK vinner parlamentsvalet i Grekland.[1]
- 6-8 juli – Zanu-PF vinner en förkorssande seger allmänna valen i Zimbabwe.[1]
- 8-9 september – Stortingsvalet i Norge leder till att Kåre Willochs borgerliga koalitionsregering får sitta kvar.[1]
- 15 september – Sveriges socialdemokratiska arbetareparti behåller regeringsmakten vid riksdagsvalet i Sverige, som även blir en framgång för Folkpartiet, men bakslag för samverkan mellan Centerpartiet och KDS.[1]
- 29 september – Nya Kaledonien går till val.[1]
- 6 oktober – Portugal går till parlamentsval, som blir ett nederlag för premiärminister Mário Soares socialistparti.[1]
- 13 oktober
  - Belgien går till parlamentsval, som blir en framgång för premiärminister Wilfried Martens koalitionsregering, och ett bakslag för de så kallade "språkpartierna.[1]
  - Polen går till parlamentsval, som bojkottas av fackföreningen Solidaritet.[1]
- 19 november – Danmark går till kommunalval, som blir en framgång för vänsterpartierna samt De Grønne, och bakslag för Fremskridtspartiet.[1]

## Organisationshändelser
- 3 januari – Lars Werner väljs om som ordförande i VPK vid partikongressen i Stockholm.[1]
- 18 februari – Peter Örn utses till ny partisekreterare i Folkpartiet.[1]
- 4 mars – Nordiska rådet inleder sin 33:e session i Reykjavik, vilken präglas av kommunikationspolitiska frågor.[1]
- 11 mars – Michail Gorbatjov väljs till generalsekreterare i det sovjetiska kommunistpartiet.
- 12 april – Kvinno-fredsorganisationen World Women's Parlamentarians for Peace bildas i Stockholm av deltagare från 16 länder.[1]
- 18 juni – I Sverige avslutas Centerpartiets stämma i Norrköping. Man väljer om Thorbjörn Fälldin som ordförande, Karin Söder som första vice ordförande och Olof Johansson som andra vice ordförande.[1]
- 25 juni – I Sverige firar SAC 75 år.[1]
- 27 juli – Förenta nationernas tredje internationella kvinnokonferens avslutas i Nairobi, med deltagare från 160 länder.[1]
- 22 september – Ledarskiktet i Kinas kommunistiska partis föryngras radikalt vid ett partimöte i Peking.[1]
- 24 oktober – FN firar 40-årsjubileum, och utropar 1986 till "fredens år".[1]
- 1 december – Centerpartiet i Sverige firar 75-årsjubileum, med tal av Thorbjörn Fälldin i Falköping ".[1]
- 5 december – I Sverige avgår Thorbjörn Fälldin som partiledare för Centerpartiet, Karin Söder blir tillförordnad partiledare.[1]
- 18 december - De fem nordiska statsministrarna möts i Helsingfors för att markera 30-årsminnet av Finlands inträde i Nordiska rådet, och diskuterar möjligheterna för vidgat samarbeta inom ämnen som miljöfrågor, TV och ungdomsturism.[1]
- 22 december - Viktor Grisjin från den så kallade "Brezjnevmaffian" sparkas från sin ordförandepost i Moskvas kommunistiska partiorganisation.[1]

## Födda
- 12 januari – Adam Cwejman, ordförande för Liberala ungdomsförbundet 2009–2012.
- 12 februari – Adnan Dibrani, svensk riksdagsledamot sedan 2010.
- 21 februari – Gabriel Wikström, svensk socialdemokratisk sjukvårdsminister 2014–2017.
- 8 mars – Maria Ohisalo, partiledare för finska Gröna förbundet sedan 2019.
- 10 april – Amir Adan, svensk riksdagsledamot sedan 2010.
- 20 juni – Nooshi Dadgostar, partiledare för Vänsterpartiet sedan 2020.
- 20 juli – Johan Hultberg, svensk riksdagsledamot sedan 2010.
- 25 augusti – Maria Ferm, Grön Ungdoms språkrör 2008–2011, riksdagsledamot sedan 2010.
- 16 november – Sanna Marin, finsk socialdemokratisk statsminister sedan 2019.

## Avlidna
- 10 mars – Konstantin Tjernenko, 75, Sovjetunionens president.[1]
- 11 april – Enver Hoxha, 76, Albaniens president.[1]
- 21 april – Tancredo Neves, 75, Brasiliens president.[1]
- 23 april – Sam Ervin, amerikansk senator.[1]
- 3 juni – George Brown, brittisk tidigare utrikesminister.[1]
- 13 juni – Herman Kling, svenskt tidigare statsråd.[1]
- 21 juni – Tage Erlander, 84, Sveriges statsminister 1946–1969.[1]
- 6 augusti – Forbes Burnham, Guyanas president 1980–1985.
- 6 augusti – Harchand Singh Longowal, sikhisk ledare.[1]
- 9 oktober – Emílio Garrastazu Médici, Brasiliens president 1969–1974.
- 17 november – Lon Nol, 72, Khmerrepublikens president 1972–1975.[1]

### Fotnoter
1. 1 2 3 4 5 6 7 8 9 10 11 12 13 14 15 16 17 18 19 20 21 22 23 24 25 26 27 28 29 30 31 32 33 34 35 36 37 38 39 40 41 42 43 44 45 46 47 48 49 50 51 52 53 54 55 56 57 58 59 60 61 62 63 64 65 66 67 68 69 70 71 72 73 74 75 76 77 78 79 80 81 82 83 84 85 86 87 88 89 90 91 92 93 94 95 96 97 98 99 100 101 102 103 104 105 106 107 108 109 110 111 112 113 114 115 116 117 118 119 120 121 122 123 124 125 126 127 128 129 130 131 132 133 134 135 136 137 138   Horisont 1985. Bertmarks